# Santiagueños
Santiagueños es un dúo de folclore argentino formado por Peteco Carabajal y Jacinto Piedra en 1987 luego de que el grupo Músicos Populares Argentinos del cual formaban parte junto al Chango Farías Gómez, Verónica Condomí y Mono Izarrualde se disolviera.
Así concretan un proyecto de ambos, grabar el disco Transmisión Huaucke (Transmisión Hermano), y junto al bailarín Juan Saavedra recorrieron el país llevando la música y la danza de Santiago del Estero.
Este disco acercó a la juventud de gran parte del país a las expresiones folclóricas y aun sigue vigente. Recientemente fue editado en CD, lo que confirma su trascendencia tanto artística como comercial.